# Resonance FM
Resonance 104.4 FM ist ein britischer nichtkommerzieller Lokalradiosender. Er sendet in London auf der UKW-Frequenz 104,4 MHz, ist im Internet zu empfangen und bietet Podcasts an. Betreiber ist die London Musicians Collective.

## Geschichte
Erste Pilotsendungen gab es bereits 1998, der offizielle Sendebetrieb wurde am 1. Mai 2002 aufgenommen. Er war Teil des Projekts Access Radio Pilot Scheme der britischen Medienaufsichtsbehörde Office of Communications (Ofcom). Am 15. Dezember 2005 wurde die Lizenz des Senders von der Ofcom um weitere fünf Jahre verlängert.

## Programm
Die Station bezeichnet sich selbst als „Londons erste Künstlerradio-Station“. Das Programm bietet eine breite Vielfalt von Themen und Präsentationsformen, die sich alle als „alternativ“ zum gängigen Mainstream-Radioprogramm verstehen. Es reicht von einer Sendung, die vom Personal des führenden britischen Magazins für experimentelle Musik, The Wire, gestaltet wird, bis zur Sendung „Calling All Pensioners“ („An alle Senioren“), welche ältere Menschen über lokale Ereignisse, ihre Ansprüche auf staatliche Zuschüsse etc. informiert. Livemusik-Sessions werden in Sendungen wie „You Are Hear“ und „gLASSsHRIMP“ ausgestrahlt.

## Lage und Empfang
Das Sendesignal wird aus dem Viertel London Bridge ausgestrahlt und hat aufgrund der Auflagen der Ofcom nur eine begrenzte Leistung. Er kann in London auf der UKW-Frequenz 104,4 MHz – wenn auch oft nur mit einigen Schwierigkeiten – empfangen werden. Vor allem stören immer wieder lokale Piratensender den Empfang, die besonders am Wochenende gern auf den Hörern bekannten und beliebten Frequenzen illegal senden. Der Sender kann auch per Internet-Livestream empfangen werden.

## Finanzierung und Mitarbeiter
Der Sender finanziert sich aus Geldern von Stiftungen, vor allem dem Arts Council of England, einer staatlichen Kunst- und Kulturstiftung, Spenden und Werbung, welche aus lizenzrechtlichen Gründen aber nur beschränkt gesendet werden darf. Er hat drei fest angestellte Mitarbeiter, die mit der Programmplanung und der Auswahl und Kontrolle der Sendungen beauftragt sind.

## Hörer
Insgesamt, sowohl terrestrisch als auch über Internet-Stream, hat der Sender täglich ca. 85.000 Hörer.

## Reaktionen
Über Resonance FM wurde in mehreren nationalen britischen Zeitschriften berichtet, wie dem Guardian, dem Independent on Sunday und dem The Daily Telegraph. Professor Anthony Everitt, der im Auftrag der Ofcom das erste Access Radio Pilot Scheme evaluierte, befand, dass der Sender eine „außergewöhnliche Vielfalt musikalischer Genres“ repräsentiere. Die Genrevielfalt sei „breiter als die jedes anderen Radiosenders im Vereinigten Königreich, und sehr wahrscheinlich der ganzen Welt.“ Trotz der Aufrechterhaltung einer festen, redaktionellen Programmstruktur habe Resonance FM eine reiche, wenig bekannte Sphäre der Avantgarde-Praxis an die Öffentlichkeit geholt, ohne dabei die dafür nötigen Zutaten wie Herausforderung, Überraschung, Schwierigkeit, Irritation und Freude zu verwässern.

## Eigenanspruch
Resonance FM selbst möchte eine Radiostation wie keine andere sein, wie sie in ihrem „Mission Statement“ erklärt, eine Radiostation, in der solche Kunstwerke öffentlich gemacht werden, die keinen Platz in der traditionellen Radiolandschaft haben. Sie soll als Archiv des Neuen, des Unentdeckten, des Vergessenen und des Unmöglichen sein, eine unsichtbare Galerie, ein Zentrum der virtuellen Kunst, dessen Mittelpunkt gleichzeitig lokal, global und zeitlos ist. Die Radiostation selbst soll ein Kunstwerk sein. Eine Radiostation, die schnell auf neue Initiativen reagiert, aber auch Zeit hat zu atmen und zu reflektieren. Eine Radiostation, die durch ihre Einzigartigkeit ein neues Publikum, aber auch neue Produzenten schafft. Resonance FM möchte Londons Radiowellen der breitest möglichen Vielfalt an Menschen zur Verfügung stellen, die Gegenwartskunst betreiben (aus dem „Mission Statement“ des Senders).

### Webpräsenz einzelner Sendungen auf Resonance FM
- Bermuda Triangle
- The Bike Show
- Epistaxis Time
- The Exciting Hellebore Shew
- Hooting Yard On The Air
- Mining for Gold
- Sound Poets Exposed
- Sound Projecting with Ed Pinsent
- XanurtSian Nights with maxx/Les 7 mondes
- You Are Hear